# Torneio Hubert Jerzeg Wagner de Voleibol de 2019
O Torneio Hubert Jerzeg Wagner de Voleibol de 2019 foi 17ª edição desta competição amistosa organizada pela Fundação Hubert Jerzy Wagner em parceria com a Federação Polonesa de Voleibol (em polonês/polaco:  Polski Związek Piłki Siatkowej) que ocorreu em Cracóvia, Polônia, de 1 a 3 de agosto.
A seleção brasileira venceu seu segundo título da competição e o ponteiro brasileiro Yoandy Leal foi eleito o melhor jogador do torneio.

## Formato da disputa
Disputa em turno único, com todas as seleções se enfrentando.

### Critérios de desempate
1. Número de vitórias
2. Número de pontos
3. Sets average
4. Pontos average

Partidas terminadas em 3–0 ou 3–1: 3 pontos para o vencedor, 0 pontos para o perdedor;
Partidas terminadas em 3–2: 2 pontos para o vencedor, 1 ponto para o perdedor.

## Seleções participantes
As seguintes seleções foram selecionadas para competir o torneio.
| Equipe    | Última participação |
| --------- | ------------------- |
| Polônia   | 2018                |
| Brasil    | 2010                |
| Sérvia    | 2016                |
| Finlândia | Estreante           |

## Local das partidas
| Cracóvia, Polônia  |
| Tauron Arena       |
| ------------------ |
|                    |
| Capacidade: 15 328 |

## Fase única
|     |           |     | Jogos | Jogos | Jogos | Resultados | Resultados | Resultados | Resultados | Resultados | Resultados | Sets | Sets | Sets  | Pontos | Pontos | Pontos |
| Pos | Equipe    | Pts | T     | V     | D     | 3–0        | 3–1        | 3–2        | 2–3        | 1–3        | 0–3        | V    | P    | R     | V      | P      | R      |
| --- | --------- | --- | ----- | ----- | ----- | ---------- | ---------- | ---------- | ---------- | ---------- | ---------- | ---- | ---- | ----- | ------ | ------ | ------ |
| 1   | Brasil    | 9   | 3     | 3     | 0     | 2          | 1          | 0          | 0          | 0          | 0          | 9    | 1    | 9,000 | 250    | 193    | 1.295  |
| 2   | Polônia   | 6   | 4     | 2     | 2     | 1          | 1          | 0          | 0          | 1          | 1          | 7    | 7    | 1,000 | 266    | 241    | 1.104  |
| 3   | Sérvia    | 3   | 3     | 1     | 2     | 0          | 1          | 0          | 0          | 1          | 1          | 4    | 7    | 0.571 | 242    | 264    | 0.917  |
| 4   | Finlândia | 0   | 3     | 0     | 3     | 0          | 0          | 0          | 0          | 1          | 2          | 1    | 9    | 0.111 | 130    | 225    | 0.578  |

Resultados
- Todas as partidas seguiram o fuso horário local (UTC+2).

| Data  | Hora  |           | Placar |           | Set 1 | Set 2 | Set 3 | Set 4 | Set 5 | Total  | Relatório |
| ----- | ----- | --------- | ------ | --------- | ----- | ----- | ----- | ----- | ----- | ------ | --------- |
| 1 ago | 17:00 | Polônia   | 3–1    | Sérvia    | 25–22 | 25–18 | 22–25 | 25–22 |       | 97–87  | Relatório |
| 1 ago | 20:00 | Brasil    | 3–0    | Finlândia | 25–15 | 25–12 | 25–16 |       |       | 75–43  | Relatório |
| 2 ago | 17:30 | Polônia   | 1–3    | Brasil    | 20–25 | 25–21 | 27–29 | 22–25 |       | 94–100 | Relatório |
| 2 ago | 20:30 | Finlândia | 1–3    | Sérvia    | 25–21 | 20–25 | 21–25 | 26–28 |       | 92–99  | Relatório |
| 3 ago | 12:00 | Sérvia    | 0–3    | Brasil    | 22–25 | 20–25 | 14–25 |       |       | 56–75  | Relatório |
| 3 ago | 15:00 | Polônia   | 3–0    | Finlândia | 25–19 | 25–16 | 25–19 |       |       | 75–54  | Relatório |

## Classificação final
| Posição | Equipe    |
| ------- | --------- |
| 1       | Brasil    |
| 2       | Polônia   |
| 3       | Sérvia    |
| 4       | Finlândia |

## Premiações
| Torneio Hubert Jerzeg Wagner de 2019 |
| Brasil                               |
| ------------------------------------ |
| Brasil Campeão (2º título)           |

### Individuais
Os atletas que se destacaram individualmente foramː
| - Most Valuable Player (MVP) Yoandy Leal - Melhor saque Wallace de Souza - Melhor levantador Fabian Drzyzga - Melhor bloqueador Karol Kłos | - Melhor recepção Maurício Borges - Melhor ataque Dawid Konarski - Melhor líbero Lauri Kerminen |